# 天津市宝坻区第九中学
天津市宝坻区第九中学，又称北大宝坻附属实验中学，简称宝坻九中，位于天津市宝坻区广阳路北侧，成立于2015年，占地8万平方米，建筑面积3.8万平方米，区级重点中学。2015年，宝坻区政府与北大青鸟集团签订协议，挂名北大宝坻附属实验中学。